# Chelidonium punctigerum
Chelidonium punctigerum es una especie de escarabajo longicornio del género Chelidonium, tribu Callichromatini, subfamilia Cerambycinae. Fue descrita científicamente por Pascoe en 1869.
Se distribuye por Malasia y Singapur. Mide aproximadamente 16-20 milímetros de longitud. El período de vuelo de esta especie ocurre en los meses de marzo y julio.